# Leskeodon cubensis
Leskeodon cubensis là một loài rêu trong họ Daltoniaceae. Loài này được Mitt. Thér. mô tả khoa học đầu tiên năm 1940.